# Jalan Selapon
Jalan Selapon – droga w mukimie Batu Apoi w dystrykcie Temburong w Brunei. Odchodzi od drogi Jalan Labu we wsi Radang, na wschód od Bangar, skąd prowadzi na południowy wschód przez Lamaling i Batu Apoi do wioski Selapon.